# 阿七镇
阿七镇，原为阿七乡，是中华人民共和国四川省凉山彝族自治州西昌市下辖的一个乡镇级行政单位。2019年12月，撤销阿七乡和荞地乡，设立阿七镇，以原阿七乡和原荞地乡所属行政区域为阿七镇的行政区域。

## 行政区划
阿七镇下辖以下地区：
阿七村、桂花村、大田村和螃蟹村。